# Crystal Lake (Theresa, Jefferson County, New York)
Der Crystal Lake ist ein kleiner See im Jefferson County im US-Bundesstaat New York. Er befindet sich im Flusssystem des Sankt-Lorenz-Stroms.

## Nutzung
Im Nordosten des Sees befindet sich ein kleiner Campingplatz. Dort darf man auch gegen eine Gebühr mit kleinen Booten wie Kanus fahren. Der Crystal Lake wird zudem auch zum Angeln benutzt, vor allem wegen seiner Fluss- und Sonnenbarschbestände. Aber auch andere Barsche, Hechte und so mancher Katzenwels findet hier den Angelhaken.